# فارنهایت ۴۵۱
فارنهایت ۴۵۱ (به انگلیسی: Fahrenheit 451) یا ۴۵۱ درجهٔ فارنهایت، نام کتابی از ری بردبری نویسندهٔ آمریکایی است که در سال ۱۹۵۳ میلادی منتشر شده‌است. خود بردبری این کتاب را تنها کتاب علمی-تخیلی خود می‌داند. کتاب مانند برخی دیگر از آثار بردبری به بحث سانسور حکومتی و کتاب‌سوزان می‌پردازد و یکی از جنجال‌برانگیزترین کتاب‌های علمی-تخیلی شمرده می‌شود. بخشی از این کتاب در کتب درسی دبیرستان‌های آمریکا آمده‌است.
۴۵۱ درجهٔ فارنهایت، دمایی است که کاغذ در آن شروع به سوختن می‌کند. (برابر با ۲۳۲٬۷۸ سانتی‌گراد)

## شخصیت‌ها
معیار املای شخصیتها ترجمهٔ فارسی اثر است.
- گای مونتاگ: شخصیت اصلی اثر و قهرمان داستان. یک آتش‌نشان که از کار خود لذت می‌برد.
- کاپیتان بیتی: رئیس ایستگاه آتش‌نشانی
- میلدرد: همسر مونتاگ.
- کلاریس مک کلن: دختری در همسایگی مونتاگ که دیدار با او دید مونتاگ را عوض می‌کند.

## داستان

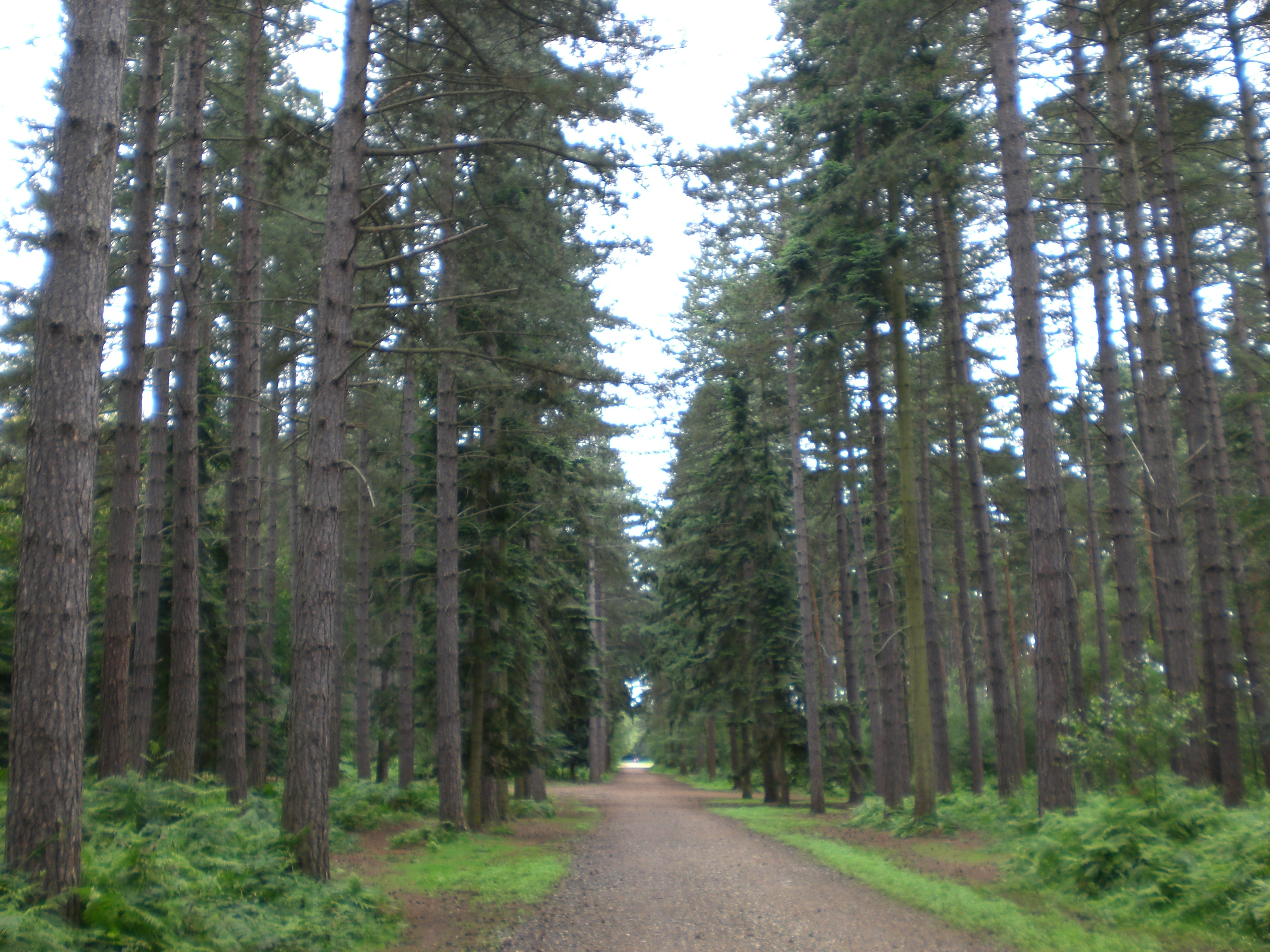
ردیفی از درختان در بلک پارک، باکس، بریتانیا

داستان در جهانی اتفاق می‌افتد که خواندن یا داشتن کتاب جنایتی بزرگ محسوب می‌شود، این مشخصات جامعه‌ای است که تحت ستم یک نظام سیاسی است که شهروندانش را افرادی مجهول‌الهویه و نابالغ تشکیل می‌دهند. قرصهای شادی بخش و داروهای مسکن و خواب‌آور که نسیان‌آور نیز هستند با صفحه‌های بزرگ ویدئویی بر دیوارهای منازل هرگونه دغدغه‌ای را برطرف می‌کنند. آزاداندیشی در این جهان ممنوع و خطرناک است زیرا تعادل جامعه را مختل و اشخاص را ضداجتماع بار می‌آورد، کتاب و هرچه خواندنی است عامل اصلی این انحراف شناخته می‌شود. مسئولیت بازیابی و سوزاندن کتاب‌های باقی‌مانده در این نظام به عهده آتش‌نشانی است. از آن‌جایی‌که خانه‌های این شهر تخیلی ضد آتش هستند، کتاب‌های یافته را در همان محل اختفا به آتش می‌کشند. برای کشف محل اختفای کتاب از یک سگ مکانیکی استفاده می‌کنند که پس از یافتن کتاب صاحب آن را که دشمن امنیت ملی نامیده می‌شود، تعقیب کرده و به قتل می‌رساند. یونیفورم و کلاه مأموران آتش‌نشانی به نشان «سمندر» یا «آتش‌پرست» مزین است؛ این خزنده از دوران باستان نماد زندگی در آتش بوده‌است.
مونتاگ آتش‌نشانی است که از کار خود لذت می‌برد. کار او سوزاندن کتاب‌های ممنوع است و از قضای روزگار تمام کتاب‌ها ممنوع هستند. اما یک باری که با کله‌ریس مک‌کله‌لن ملاقات می‌کند به او می‌فهماند که زندگی‌اش آنطور که فکر می‌کرده شاد نیست و این برای مونتاگ سرآغاز شیدایی است.
همان شب مونتاگ همسرش را در حالی می‌یابد که شیشهٔ قرص خواب را به تمامی بالا انداخته و رو به موت است و دیگر در همه چیز زندگی خود شک می‌کند. به زودی برای اولین بار کسی را می‌بیند که حاضر نشده همراه پلیسی که او را یافته برود، این زن مسن ترجیح می‌دهد با کتاب‌های خود بسوزد. این واقعه مونتاگ را وامی‌دارد که کتابی بردارد و بخواند …

## فیلم سینمایی فارنهایت ۴۵۱
فرانسوا تروفوا، فیلم‌ساز معروف فرانسوی در سال ۱۹۶۶ میلادی فیلمی به همین نام تولید کرد. اسکار ورنر، هنرپیشه اتریشی در نقش مونتاگ و ژولی کریستی در دو نقش ظاهر شدند. ژولی کریستی یک‌بار در نقش همسر مونتاگ، میلدرد، و بار دیگر عهده‌دار نقش کلاریس بود. فیلم‌نامه در جاهایی از اصل رمان فاصله گرفته و صحنه‌هایی را حذف کرده‌است و خیلی به رمان وفادار نیست.
- صحنه جنگ که در بخش دوم کتاب خواننده را متأثر می‌سازد، در فیلم بازآفرینی نشده‌است.
- از سگ مکانیکی (رُبات) در فیلم نشانی نیست.
- فابر که از دانشمندان قدیمی، عضو گروه سری «حافظان ادبیات» و منجی مونتاگ است در فیلم حاضر نیست.
- نام همسر مونتاگ در فیلم «لیندا» و «کلاریس» بیست‌ساله‌است و دوره تربیت معلم را می‌گذراند. درصورتی‌که در رمان ریموند داگلس بردبری دانش‌آموزی هفده‌ساله‌است که تمام روز را سرگردان بوده و در خیابان‌ها پرسه می‌زند.

## توضیح
- مایکل مور، کارگردان آمریکایی، عنوان فیلم «فارنهایت ۱۱/۹» را با نگرش بر این کتاب انتخاب کرده‌است. وی معتقد است که فارنهایت ۱۱/۹، درجه حرارتی است که آزادی را به آتش می‌کشد.
- از آن‌جایی که مأموران آتش‌نشانی در این رمان علمی-تخیلی نه به کار اطفای حریق بلکه به آتش‌افروزی می‌پردازند، کلمه آتش‌نشانی در ترجمه فارسی، آلمانی، هلندی و چندی از دیگر گویش‌ها مناسب به نظر نمی‌رسد. این مشکل در زبان انگلیسی (زبان اصلی کتاب فارنهایت ۴۵۱) وجود ندارد و همه جا از کلمه «گارد آتش» یا «مردان آتش» استفاده شده‌است.

(Firemen مردان آتش & Fire Guard محافظ آتش)

## برگردان به فارسی
یک ترجمه از این اثر در سال‌های قبل از انقلاب اسلامی به چاپ رسیده‌است که نثری متناسب با همان دوران دارد. ترجمه دیگری توسط علی شیعه علی از طریق نشر سبزان در سال ۱۳۹۰ در دو هزار نسخه منتشر و توزیع شد که فایل آن در اینترنت موجود است.
اخیراً رمان مصور (کمیک استریپ) اقتباس‌شده از این کتاب نیز در سایت کتابیسم به زبان فارسی منتشر شده‌است.